# بخش ناشیک (هند)
بخش ناشیک (به انگلیسی: Nashik district) یک منطقهٔ مسکونی در هند است که در بخش ناشیک واقع شده‌است. بخش ناشیک ۱۵٬۵۸۲ کیلومتر مربع مساحت و ۶٬۱۰۷٬۱۸۷ نفر جمعیت دارد.